# Banner Elk
Banner Elk è una città degli Stati Uniti d'America situata nella Carolina del Nord, nella Contea di Avery.